# دوروگوشچ
دوروگوشچ (انگلیسی: Dorogoshch) یک شهرک در بخش گرایفسکی استان بلگورود کشور روسیه است.